# Zapłatyn
Zapłatyn (ukr. Заплатин) – wieś na Ukrainie w rejonie stryjskim obwodu lwowskiego.

## Historia
Pod koniec XIX wieku grupa domów w Stryju w powiecie stryjskim.